# Kourion
Kourion (grško: Koúριov ali latinsko Curium), je bila pomembna starodavna mestna država na jugozahodni obali Cipra. V 12. stoletju pred našim štetjem so po propadu mikenskih palač na to mesto prispeli grški naseljenci iz Argosa.
V 17. stoletju je Kourion utrpel pet močnih potresov, vendar je bilo mesto delno obnovljeno. Akropola Kouriona, ki se nahaja 1,3 km jugozahodno od Episkopija in 13 km zahodno od Limassola, stoji na vrhu apnenčastega rta, skoraj 100 metrov visoko ob obali zaliva Episkopi.
Arheološko območje Kourion leži znotraj britanskega čezmorskega ozemlja Akrotiri in Dhekelia, upravlja pa ga ciprsko ministrstvo za antiko.

## Zgodovina Kouriona

### Zgodnja zgodovina območja
Najzgodnejša ugotovljena poselitev v dolini reke Kouris je pri naselju Sotira-Teppes na hribu, 9 km severozahodno od Kouriona. Naselje sega v obdobje keramičnega neolitika (okoli 5500–4000 pr. n. št.). V naselju Kandou-Kouphovounos na vzhodnem bregu reke Kouris je bilo izkopano še eno naselje na vrhu hriba. V obdobju bakrene dobe (3800–2300 pr. n. št.) se je naselje preselilo na mesto Erimi-Pamboules blizu vasi Erimi. Erimi-Pamboules je bilo zasedeno od konca keramičnega neolitika do bakrene dobe (3400–2800 pr. n. št.).
Naselitev v zgodnjem ciprskem obdobju (ok. 2300–1900 pr. n. št.) ni bila neprekinjena od prejšnjega bakrenodobnega obdobja, zasedba pa se nadaljuje po dolini reke Kouris in drenažnih kanalih na zahodu. Sotira-Kaminoudhia, ki je na severozahodu Sotira-Teppesa, na spodnjem pobočju hriba, je bila naseljena. Izhaja iz pozne bakrene dobe do ES (zgodnja ciprska) I. (ok. 2400 - 2175 pr. n. št.). V naselju ECIII-LC (pozni Ciper), IA (okoli 2400–1550 pr. n. št.) je bilo naselje postavljeno 0,8 km vzhodno od Episkopi pri Episkopi-Phaneromeni. Srednji Ciper (1900–1600 pr. n. št.) je prehodno obdobje v dolini reke Kouris. Naselja, ustanovljena med MC, so v poznem cipru II-III cvetela v urbana središča, zlasti v Episkopi-Bamboula.
V poznem cipru I-III (1600–1050 pr. n. št.) so se naselja srednjeciprskega obdobja razvila v zapleteno urbano središče v dolini Kouris, ki je predstavljalo koridor za trgovanje z bakrom iz Troodosa, ki sta ga nadzorovala Alassa in Episkopi-Bamboula. V MCIII-LC IA je bilo naselje zasedeno v Episkopi-Phaneromeni. Episkopi-Bamboula, ki se nahaja na nizkem hribu 0,4 km zahodno od Kourisa in vzhodno od Episkopi, je bilo vplivno urbano središče od LC IA-LCIII. Mesto je cvetelo v 13. stoletju pred našim štetjem, preden je bilo opuščeno okoli leta 1050 pred našim štetjem.

### Kraljestvo Kourion
Kraljestvo Kourion je bilo ustanovljeno v obdobju med 1050–750 pr. n. št., čeprav kraj naselja ostaja neznan. Brez ostankov naselbine so primarni dokazi za to obdobje pokopi na nekropoli Kaloriziki, pod pečinami Kouriona. Najstarejši grobovi v mestu Kaloriziki segajo v 11. stoletje pred našim štetjem (pozno-ciprski IIIB) z večino pokopov, ki segajo v ciprsko-geometrično II (sredi 11. do sredine 10. stoletja pr. n. št.). Te grobnice, zlasti McFaddenova grobnica 40, dajejo sliko vse bolj uspešne skupnosti v stiku s celinsko Grčijo.
Čeprav je Ciper prišel pod asirsko oblast, je bilo v ciproarhaičnem obdobju (750–475 pr. n. št.) kraljestvo Kourion med najvplivnejšimi Cipra. Damasos je zapisan (kot Damas Kurijski) kot kralj Kouriona na prizmi (672 pr. n. št.) Asarhadon iz Niniv.
Med 569 in ca. 546 pr. n. št. je bil Ciper pod egiptovsko upravo.
Leta 546 pred našim štetjem je Kir II. Perzijski razširil perzijsko oblast nad ciprskim kraljestvom, vključno s kraljestvom Kourion. Med jonskim uporom (499–493 pr. n. št.) se je Stasanor, kralj Kouriona, povezal s kraljem Salamisa Onesilom, vodjem ciprskega zavezništva proti Perzijcem. Leta 497 je Stasanor izdal Onesila v bitki proti perzijskemu generalu Artibiu, kar je povzročilo perzijsko zmago nad ciprskim polisom in utrditev perzijskega nadzora nad Ciprom.
V klasičnem obdobju (475–333 pr. n. št.) je bila ugotovljena najzgodnejša zasedba akropole, čeprav prvotno mesto naselitve ni znano. Kourionski kralj Pasikrat (grško: Πασικράτης) je zapisan, da je pomagal Aleksandru Velikem pri obleganju Tira leta 332 pr. n. št. Pasikrat je vladal kot Aleksandrov vazal, vendar je bil v bojih za nasledstvo diadohov odstavljen. Leta 294 pr. n. št. so Ptolemajci utrdili nadzor nad Ciprom in Kourion je prešel pod Ptolemajskoo oblast.

### Rimsko obdobje
Leta 58 pred našim štetjem je Rimski svet plebsa (Consilium Plebis) sprejel Lex Clodia de Cyprus (Rimski Ciper), ki je Ciper priključil provinci Kilikiji. Med 47. in 31. pr. n. št. se je Ciper za kratek čas vrnil pod vladavino Ptolemaja pod vodstvom Marka Antonija in Kleopatre VII. Leta 22 pred našim štetjem je bil Ciper ločen od province Kilikije in ustanovljen kot neodvisna senatorska provinca pod prokonzulom.
Pod Rimljani je imel Kourion civilno vlado, ki je delovala pod nadzorom provincialnega prokonzula. Napisi iz Kouriona potrjujejo izvoljene pisarne, med katerimi so: Arhont mesta, Svet, Pisar Sveta in Ljudje, Pisar tržnice, različna duhovništva, vključno z duhovniki in duhovnicami Apolona Hilata in duhovščine Rima.
V prvem do tretjem stoletju epigrafskih dokazov pričajo uspešna elita na Kourionu, na kar kažejo častni odloki (Mitford št. 84, str. 153) in posvetila, zlasti v čast cesarju, civilnim uradnikom in provincialnim konzulom. V 1. in 2. stoletju Mitford predlaga pretirane stroške Sveta mesta in Ljudi Kouriona za takšne časti, kar ima za posledico sankcije in nadzor nad izdatki s strani prokonzula (Mitford 107), zlasti med Trajannovimi obnovami templja Apolon Hilata.
Lokalna udeležba v cesarskem kultu ne kaže samo prisotnost visokega duhovništva iz Rima, temveč tudi prisotnost kulta Apolona Cezarja, zakritega čaščenja Trajana kot božanstva ob Apolonu Hilatu. Epigrafske časti cesarske družine so še posebej opazne v času  Severske dinastije v poznem 3. in 2. stoletju našega štetja.
Kot eno najpomembnejših mest na Cipru mesto omenja več starodavnih avtorjev, med njimi: Ptolemaj (v. 14. § 2), Stefan Bizantinec, Hieroklej in Plinij Starejši.
Med Dioklecijanovim preganjanjem je bil Fhiloneid, škof iz Kouriona, mučen. Leta 341 našega štetja je škof Zeno imel pomembno vlogo pri uveljavljanju neodvisnosti ciprske cerkve na Efeškem koncilu. V poznejšem 4. stoletju (okoli 365 / 70) je Kourion v osmih letih prizadelo pet močnih potresov, o čemer pričajo arheološki ostanki na celotnem najdišču, ki naj bi trpelo skoraj v celoti. V poznem 4. in zgodnjem 5. stoletju je bil Kourion rekonstruiran, čeprav so deli akropole ostali zapuščeni. Rekonstrukcija je vključevala cerkveni predel na zahodni strani akropole. Leta 648 / 9 so arabski napadi povzročili uničenje akropole, nato pa je bilo središče naselitve preseljeno v Episkopi, 2 km severovzhodno. Episkopi je bil poimenovan po sedežu škofa (Episcopus).

## Zgodovina izkopavanj
Najdišče Kourion je v 1820-ih identificiral Carlo Vidua. Leta 1839 oziroma 1849 sta Lorenzo Pease in Ludwig Ross zahodno od akropole prepoznala tempelj Apolona Hilata. V letih 1874–5 je Luigi Palma di Cesnola, tedanji ameriški in ruski konzul osmanske vlade na Cipru, v veliki meri oropal pokopališče Ayios Ermoyenis in tempelj Apolona Hilata. Med leti 1882 in 1887 je britanski visoki komisar sir Henry Bulwer leta 1887 pred njihovo ilegalizacijo izvedel več nepooblaščenih zasebnih izkopavanj.
Leta 1895 je Britanski muzej izvedel prva kvazi-sistematična izkopavanja na Kourionu v okviru Turner Bequest Excavations. P. Dikaios iz oddelka za starine je leta 1933 izkopaval na pokopališču Kaloriziki.
Med letoma 1934 in 1954 so G. McFadden, B.H. Hill in J. Daniel sistematično izkopavali pri Kourionu za Univerzitetni muzej na Univerzi v Pennsylvaniji. Po smrti G. McFaddena leta 1953 sta projekt in njegova objava zastala. Izkopavanja zgodnjekrščanske bazilike na akropoli je nadaljeval A.H.S. Megaw od 1974–9.
Ciprsko ministrstvo za starine je na Kourionu izvedlo številna izkopavanja, med njimi: M. Loulloupis (1964–74), A. Christodoulou (1971–74) in Demos Christou (1975–1998).
D. Soren je med letoma 1978 in 1984 izvajal izkopavanja v templju Apolona Hilata in na akropoli med letoma 1984 in 1987. D. Parks je vodil izkopavanja na pokopališču Amathusova vrata med letoma 1995 in 2000. Od leta 2012 je Kourion Urban Space project pod vodstvom Thomasa W. Davisa z Inštituta za arheologijo Charlesa D. Tandyja pri jugozahodnem baptističnem teološkem semenišču izkopaval na akropoli.

## Arheološki ostanki
Večina arheoloških ostankov znotraj arheološkega območja Kourion sega v rimsko in poznorimsko / zgodnje bizantinsko obdobje. Akropolo in vse arheološke ostanke na tem območju upravlja Ciprsko ministrstvo za starine.

### Tempelj Apolona Hylates
Tempelj Apolona Hilata (Ἀπόλλων Ὑλάτης), ki se nahaja 1,7 km zahodno od akropole in 0,65 km od obalne črte, je bil Pan-ciprski tempelj, tretji po pomembnosti za templjema Zevsa Salamisa v Salamisu in Pafijske Afrodite. Najstarejši arheološki dokazi o templju so iz votivnih darov iz poznega 8. stoletja pred našim štetjem, ki se nahajajo na južnem dvoru in pri arhaičnem oltarju. Te zaobljubne daritve so posvečene 'bogu', ki očitno ni bil povezan z Apolonom do sredine 3. stoletja pred našim štetjem. Severno od prebivališča duhovnikov in južno od templja so ostanki arhaičnega oltarja, najzgodnejša zgradba templja iz konca 8. ali zgodnjega 7. stoletja našega štetja.
Zgradba poznega 4. stoletja pred našim štetjem, ki se nahaja vzhodno od poznejše svete poti in južno od oltarja, je bila rezidenca Apolonovih duhovnikov in zakladnica templja. Ta stavba je bila pozneje obnovljena v 1., 3. in 4. stoletju našega štetja.
Današnja oblika templja sega v 1. stoletje našega štetja in obnovo pod Trajanom v začetku 2. stoletja po potresu leta 76 / 77. Pod Avgustovim pokroviteljstvom konec 1. stoletja pred našim štetjem ali v začetku w. stoletja našega štetja je bila postavljena sveta ulica, zgrajena je bila palestra, tempelj, zgradba severno od Pafijskih vrat in krožni spomenik. Avgustov tempelj je dolg 13,5 m in širok 8,35 m s tetrastilnim pronaosom in celo.
Pod Trajanom in prokonzulom Kvintom Laberijem Justom Cocceius Lepidom je bil tempelj obnovljen in razširjen. V okviru te obnove so bili zgrajeni južni portik, južne zgradbe, ki so verjetno delovale kot spalnice za bhakte in kopališče. Tempelj je bil zapuščen po obdobju propada v poznem 4. stoletju našega štetja, potem ko je v potresu utrpel znatno škodo.

### Pozno ciprsko-klasični in helenistični ostanki
Najstarejši strukturni ostanki, ki so bili še izkopani na akropoli, so bili odkriti na severozahodnem koncu izkopavanj, ki jih je vodil D. Christou v civilnem središču. Ti ostanki poznega ciprsko-klasičnega obdobja (350–325 pr. n. št.) so sestavljeni iz piramidalne strukture iz klesanca, morda utrjene glasije. Ob severnem delu območja akropole so bile odkrite nadaljnje utrdbe iz ciprsko-klasičnega obdobja.
Ostanki helenistične javne strukture, dolge približno 30 m, se nahajajo 30 m jugovzhodno od nimfeja. Ta struktura je bila uporabljena od približno 325 do 50 pr. n. št. Dodatne helenistične ostanke je leta 1948/49 odkrila muzejska ekspedicija Univerze v Pennsylvaniji, neposredno vzhodno od Evstoliovega kompleksa, v obliki črno-belega prodnatega mozaika.

### Gledališče
Gledališče Kourion je izkopala Univerzitetna muzejska ekspedicija Univerze v Pensilvaniji med letoma 1935 in 1950. Gledališče je bilo prvotno v manjšem obsegu zgrajeno v poznem 2. stoletju pred našim štetjem na severnem skalnem pobočju, ki se je dvigalo od Amathuskih vrat. Ta ureditev je tako uporabila pobočje hriba, da je delno podprla težo sedežev v cavei. Ta arhitekturna ureditev je značilna za helenistična gledališča v vzhodnem Sredozemlju s krožno orkestro in caveo, ki presega 180 stopinj.
Gledališče je bilo popravljeno v poznem 1. stoletju pred našim štetjem, verjetno po potresu leta 15 pr. n. št. Zgradbo prizorišča gledališča je navidezno rekonstruiral prokonsul Kvint Julij Kord v 64 / 65 n. št. in verjetno je bil v tem času odstranjen konec cavee, kar jo je zmanjšalo na rimski tloris 180 stopinj. Orkestra je bila prav tako skrajšana v polkrožno obliko. Gledališče je bilo pod Trajanom med ca. 98–111 n. št. obnovljeno in povečano na sedanjo velikost in razporeditev sedežev. Zgradba prizorišča (prednja skena), ki je zdaj ohranjena le v temeljih, je bila obnovljena in pripeljana do višine cavee. Ta struktura bi prvotno zakrivala pogled na morje na jugu.
Med letoma 214 in 217 n. št. je bilo gledališče spremenjeno tako, da se je prilagodilo za gladiatorske igre in boje z živalmi, vendar je bilo po letu 250 n. št. obnovljeno v prvotno obliko. Gledališče je bilo opuščeno v poznem 4. stoletju našega štetja, verjetno posledica zaporednih potresnih dogodkov, potres 365 / 70 pa je verjetno privedel do njegove opustitve. Povečana cavea rimske faze bi lahko sprejela kar 3500 gledalcev. Sedanji ostanki gledališča so bili v veliki meri obnovljeni. Gledališče je eno od prizorišč Mednarodnega festivala starogrške drame.

### Pokopališče Amathusova vrata
Pokopališče Amathusova vrata se nahaja ob vznožju pečin na jugovzhodu in severovzhodu akropole severno od ceste, ki vstopa v arheološko najdišče, in je kot tako prva serija spomenikov, ki so jih obiskovalci videli pred vstopom v najdišče.
V antiki je bil vzpon do Amathusovih vrat po rampi, ki se je postopoma vzpenjala od jugovzhoda. Pokopališče je bilo na dveh nivojih vzdolž spodnje in zgornje pečine vzhodno od Amathusovih vrat, spodnji nivo pa je zakrival sodoben nasip ceste.
Od 3. stoletja pred našim štetjem do 1. stoletja našega štetja je pokopališče Ayios Ermoyenis, sestavljeno predvsem iz skalnatih grobnic z eno ali več komorami in več pokopi, delovalo kot glavno pokopališče rimskega Kouriona. Med 1. in 3. stoletjem je bila vrsta komornih grobnic zarezana v zgornjo in spodnjo ploskev vzhodnih pečin. Te komorne grobnice so bile močno poškodovane zaradi kamnolomov konec 4. do 6. stoletja, čeprav so številne arcosolium (obokane vdolbine) iz teh komornih grobnic ostale na steni pečine. Med koncem 4. in 6. stoletja so pokopi na tem pokopališču sestavljena iz cist, zarezanih v kamnito polico.

### Akvadukt
Čeprav je danes akropola zelo sušna, je imelo mesto v rimskih časih očitno dobro oskrbo z vodo, kar dokazujejo vsaj Nimfej ter velika javna in zasebna kopališča, pa tudi precejšnja količina cevovodov in vodnih elementov na celotnem mestu.
Joseph S. Last je identificiral dva akvadukta, ki sta vodila vodo v mesto iz dveh večletnih izvirov: enega v bližini Sotira (manjši vir), oddaljenega 11 km in Sounija (večji vir), oddaljenega 20 km. Zahodni akvadukt iz Sotira je bil izdelan iz približno 30.000 terakota cevi s premerom 0,20 m in dolžino 0,20–0,50 m. Drevesna razvejanost teh vodovodov je oskrbovala Apolonov tempelj z vodo. Vzhodni akvadukt iz Sounija je sestavljal približno 60.000 cevi s premerom 0,30 m in dolžino 0,30 m. Nazadnje je zaključil, da je bil vzhodni akvadukt kasnejši dodatek zahodnemu.
Pred gradnjo teh akvaduktov nekje v 1. stoletju našega štetja, je bila akropola v veliki meri odvisna od deževnice, shranjene v zbiralnikih, ker na njej ni naravnih vodnih virov.

### Hiša gladiatorjev
Tako imenovana Hiša gladiatorjev se nahaja južno in vzhodno od Ahilove hiše. Zgradba sega v pozno 3. stoletje našega štetja in je bila interpretirana kot elitno-zasebna rezidenca ali morda bolj verjetno kot javna palestra. Kasnejšo interpretacijo podpira odsotnost številnih prostorov, primernih za bivalne prostore in vstop v zgradbo z vzhoda skozi pritrjeni kopališki kompleks. Glavno krilo zgradbe je razporejeno okoli osrednjega dvorišča s peristilom. Severni in vzhodni portik atrija vsebujeta dve plošči, ki prikazujeta boje gladiatorjev, edini taki mozaiki na Cipru. Struktura je bila močno poškodovana v potresih poznega 4. stoletja, vendar se zdi, da so bili vzhodni prostori uporabljeni do sredine 7. stoletja.

### Ahilova hiša
Ahilova hiša se nahaja na severozahodu akropole, na južnem koncu sedla, ki povezuje rt z griči na severu in zahodu. V antiki se je nahajal zunaj obzidja blizu predlaganega mesta Pafosovih vrat. Zgrajena je bila v začetku 4. stoletja našega štetja in je bila interpretirana kot apantitirion ali javna sprejemna dvorana za cesarske in provincialne dostojanstvenike. Njena natančna funkcija ostaja neznana.
Zgradba je razporejena okoli osrednjega dvorišča s peristilom, njen severovzhodni portik pa ohranja fragmentarno ohranjene mozaične tlake na severovzhodnem portiku. Najpomembnejši od teh mozaikov prikazuje Odisejevo odkritje Ahilove identitete na dvoru Likomeda Skiroškega, ko ga je njegova mati Tetida tam skrila med ženske, da ga morda ne bi poslali v vojno proti Trojancem. V drugi sobi je razdrobljen mozaik, ki prikazuje Tetido, ki prvič kopa Ahila. V še eni sobi je razdrobljen mozaik z ugrabitvijo Ganimeda. Struktura je bila uničena v potresih konec 4. stoletja našega štetja, verjetno v potresu 365 / 370.

### Potresna hiša
155 m jugovzhodno od zgodnjekrščanske bazilike in 95 m severovzhodno od pečin so ostanki domače zgradbe, ki vsebuje dramatične dokaze o potresih CE 365 / 370, ki so uničili številne izkopane strukture na akropoli.
Potresna hiša je bila v svojih začetnih fazah verjetno zgrajena v poznem 1. ali zgodnjem 2. stoletju našega štetja. Ves čas uporabe je bila pozneje ponovno uporabljena in preoblikovana, tako da so bili notranji prostori razdeljeni in struktura razširjena, da je ustrezala spreminjajočim se potrebam prebivalcev.
Njeno uničenje v potresih poznega 4. stoletja in odsotnost obnove na tem območju mesta kasneje dajeta dramatičen pogled na neelitno življenje na Kourionu. Med najdenimi dokazi o uničenju so bili ostanki dveh sklopov človeških skeletnih ostankov, postavljenih v objem, ostanki mladoletnika, ki je padel iz zgornjega nadstropja v hlev, ko so se tla podrla, ostanki mlade odrasle ženske z dojenčkom, ki ga drži odrasel moški, star približno petindvajset let in tri sklope ostankov odraslih moških med 25. in 40. letom. V hlevu so našli ostanke mul še vedno priklenjene na zid.
Potresno hišo, ki jo je prvotno odkrila ekspedicija muzeja Univerze v Pennsylvaniji, je med letoma 1984–87 izkopal D. Soren. Arheološke raziskave so se leta 2014 nadaljevale z izkopavanji v okviru projekta Urban Space Kourion.

### Forum, nimfej in kopališče
Forum Kourion, kot se zdi danes, je bil zgrajen v poznem 2. ali zgodnjem 3. stoletju. Forum, središče javnega življenja, je bil sestavljen iz osrednjega tlaka s kolonado postavljeno vzdolž vzhodne, severne in zahodne strani. Vzhodni portik je meril 65 m v dolžino in 4,5 m v širino, s kolonado, obrnjeno proti dvorišču in zidom, ki je oblikoval pročelje trgovin na zahodu. Severni portik je omogočal dostop do monumentalnega nimfeja in kopališkega kompleksa term, zgrajenih okoli nimfeja na severu. Zahodni portik je bil obnovljen v začetku 5. stoletja, da je omogočil vhod v škofovski predel, ki se nahaja takoj zahodno.
Nimfej je bil razvit v štirih zaporednih fazah od začetka 1. do sredine 7. stoletja in je bil med največjimi nimfeji v rimskem Sredozemlju. V najzgodnejši fazi je nimfej obsegal pravokotno sobo s triapsidalnim vodnjakom, postavljenim v severni steni, ki se je v dolžino iste stene izlival v pravokotni bazen. Po potresu v letu 77 je bil nimfej med letoma 98 in 117 obnovljen. V tej fazi je nimfej meril 45 m v dolžino in 15 m v širino. Po uničenju v potresih konec 4. stoletja je bil nimfej obnovljen kot tristranska bazilika z apsidami ob južni steni. Ta zgradba je bila med gradnjo cerkve na zahodu med letoma 370 in 410 uporabljena kot začasna cerkev. Zapuščen je bil sredi 7. stoletja.
Kopališča, ki so obkrožala nimfej na severozahodnem koncu foruma, so bila zgrajena v začetku in sredi 4. stoletja po popravilu nimfeja. Kopeli je nimfej delil na vzhodno in zahodno krilo. Vzhodna kopališča so bila razporejena okoli osrednjega hodnika, ki se je proti severu odpiral na sudatorij (potilnica), kaldarij in tepidarij. Zahodne kopeli so imele vrsto osno poravnanih kopališč vzdolž severozahodne stene nimfeja.

### Stadion
Stadion Kourion, ki je 0,5 km zahodno od akropole in 1,1 km vzhodno od templja Apolona Hilata, je bil zgrajen v času Antoninov (ok. 138–180). Stadion na Kourionu je bil dolgi 187 m s štartno črto, ki sta jo zaznamovala dva krožna kamnita stebra, dovolj narazen, da sta sprejela osem tekačev. Dromos je bil na severu, zahodu in jugu zaprt s samostoječo ukrivljeno konstrukcijo sedežev, dolgo 217 m in široko 17 m. Ta konstrukcija je bila sestavljena iz sedmih vrst sedežev, podprtih s 6 m debelo peščeno steno. Do sedežev so verjetno dostopali po stopnicah, postavljenih v razmiku 10 m vzdolž zunanjosti. Dromos je bil dostopen skozi vrzeli na sedežih na njegovi severni, južni in zahodni strani. Ta struktura je zagotavljala dovolj sedežev za približno 6000 gledalcev. Stadion je v celoti meril 229 m dolžine in 24 m širine. Stadion je bil opuščen v pozni polovici 4. stoletja. Ostaja edini izkopani stadion na Cipru.

### Kopališče in Eustoliosova hiša
Eustoliosova hiša in kopališče, ki sta na grebenu južnih pečin neposredno nad gledališčem, sta bila zgrajena v poznem 4. stoletju nad ostanki zgradbe, uničene sredi 4. stoletja. V zgodnjih letih 5. stoletja, kmalu po dokončanju hiše, je bil ob severni strani hiše zgrajen kopalni kompleks. Gospodinjski in kopalniški prizidek na severni strani vsebuje več kot trideset sob. V kompleks se je vstopilo z zahoda, obiskovalec pa je šel na pravokotno dvorišče. Pozdravni napis v preddverju onkraj dvorišča se glasi: »Vstopite za srečo v hiši.« Prostori so bili razporejeni severno in južno od tega preddvorišča in preddverja, vključno s peristilnim dvoriščem na jugu na njegovem vzhodnem delu. Južni peristil je bil razporejen okoli osrednjega bazena in je osrednji del gospodinjstva, njegove portike pa krasijo dodelani mozaiki. Mozaični napis na vzhodnem portiku označuje stavbo kot Evstolijevo, ki je zgradil zgradbo, da bi olajšal trpljenje prebivalstva Kourion, verjetno kot odgovor na potrese sredi do konca 4. stoletja. Napis Evstolios označuje za kristjana in zaključuje: »To hišo obkrožajo Kristusova zelo spoštovana znamenja«. Priložena ikonografija vključuje figuralne upodobitve rib in ptic (siva gos, pegatka, sokol, jerebica in fazan).
Kopališki kompleks je razporejen okoli osrednje pravokotne dvorane in vključuje frigidarij s predsobo, tepidarij in kaldarij. Frigidarij je tlakovan s figuralnim mozaikom, ki prikazuje poosebitev Ktisisa ('Stvarstva') z arhitektom vladarjem. Kompleks je ostal v uporabi do uničenja sredi 7. stoletja. Gospodinjstvo je bilo verjetno zgrajeno kot zasebna elitna rezidenca, vendar je bilo v začetku 5. stoletja spremenjeno v javno dostopno kopališče.

### Škofovski predel in stolnica Kourion
Stolnica in škofovski predel Kouriona, ki je ob grebenu pečin, tik jugozahodno od foruma, je bil zgrajen v začetku 5. stoletja in zaporedno obnovljen v 6. stoletju.
Ta stolnica, sedež (cathedra) škofa Kouriona, je bila monoapsidalna, triladijska bazilika, zgrajena v smeri vzhod-zahod. Glavna in stranske ladje so bile ločene s kolonado dvanajstih stebrov, postavljenih na baze. Vzhodni zaključek srednje ladje se je končal v polkrožni apsidi s polkupolo in sintrononom. Bazilika je bila veličastno imenovana glede na njen pomen v cerkveni strukturi ciprskega krščanstva. Njene stene so bile obložene z belim marmorjem. Oltar je bil zaprt znotraj parapetnega paravana in pokrit s štirimi baldahini. Prehodi so bili tlakovani v opus sectile, ladja pa z barvnimi mozaiki. Kompleks je vključeval narteks, razporejen vzdolž zahodne fasade bazilike in peristilne atrije zahodno in severno od narteksa. Severni atrij je omogočal dostop do škofovske palače na zahodu ali do krstilnice in diakoniona ob severni strani bazilike.
Območje je bilo zgrajeno ob koncu 4. in na samem začetku 5. stoletja našega štetja, v času, ko si je Kourion opomogel od opustošenja potresov leta 365/370. Dodelitev tovrstnih virov tej baziliki, pa tudi sočasna opustitev templja Apolona Hilata, kažejo na osrednjo vlogo, ki jo je krščanstvo prevzelo v mestnih verskih ustanovah. Območje je bilo uničeno med arabskimi napadi v 7. stoletju, nato pa je bil sedež škofa Kouriona preseljen v notranjost otoka.

### Severozahodna bazilika
V poznem 5. stoletju je bila na višini severozahodno od akropole na severni strani ceste med akropolo in templjem Apolona Hilata zgrajena še ena triapsidna, triladijska bazilika. V klasični antiki je to lahko bilo mesto templja, posvečenega Demetri in Kore, kar dokazuje posvetilni napis, najden na tem mestu, čeprav ostanki tega templja niso bili najdeni.
Bazilika je bila zgrajena v vzhodni smeri. Glavna in stranski ladji so bile tlakovane z marmornatimi ploščami. Osrednja apsida je imela sintronon za duhovnike, pri čemer je bil pred ladjo ločen marmornat paravan in tlak iz opus sectile. Do bazilike so dostopali skozi kolonadno peristilno dvorišče in narteks zahodno od bazilike. V atrij se je vstopalo s severne in južne strani. Dvorišče peristila je bilo osredotočeno na pravokotno cisterno. Do narteksa in atrija sta bili dostopni tudi dve katehumeni, ki sta obkrožali baziliko na severu in jugu ter diakoinon na severu. Bazilika je bila zapuščena sredi 7. stoletja med zgodnjimi arabskimi napadi na južno obalo Cipra.

### Zgodnjekrščanska bazilika ob morju
V začetku 6. stoletja je bila zgrajena zgodnjekrščanska bazilika ob vznožju jugozahodnih pečin, pod akropolo, blizu zahodnega dela neizkopanega pristaniškega območja. Cerkev je bila triapsidalna, triladijska bazilika, ki je v zunanjosti merila približno 27,5 m v dolžino in 14 m v širino. Bila je usmerjena z oltarjem proti jugovzhodu. Osrednja ladja je bila približno 25 m dolga, vključno z apsido in 5,5 m široka, stranski ladji pa so bili široki 2,75 m. Kolonade, ki so podpirale zgornji del ladje, so bile sestavljene iz šestih korintskih stebrov. Vzhodni konci ladij so se zaključevali s polkupolami, okrašenimi z mozaiki. Kor je bil tlakovan z opus sectile, ladje pa v mozaikih. Zahodno od bazilike je bil postavljen atrij peristila, s severnim portikom se je odpirala krstilnica, dostop do kompleksa bazilike pa je bil nadzorovan skozi južni portik. Dvorišče peristila je bilo osredotočeno na vodnjak. Katehumena je bila postavljena vzdolž južnega prehoda bazilike in je bila dostopna z jugovzhodnega vogala atrija. Bazilika je bila zapuščena sredi 7. stoletja, v času prvih arabskih napadov na ciprska obalna mesta.